# Simulium nanum
Simulium nanum es una especie de insecto del género Simulium, familia Simuliidae, orden Diptera.
Fue descrita científicamente por Zetterstedt, 1838.